# Tetragnatha caffra
Tetragnatha caffra là một loài nhện trong họ Tetragnathidae.
Loài này thuộc chi Tetragnatha. Tetragnatha caffra được Embrik Strand miêu tả năm 1909.